# Skate-Leading Stars
Skate-Leading Stars (japanisch スケートリーディング☆スターズ) ist eine Anime-Fernsehserie des Studios J.C.Staff aus dem Jahr 2021. Eine Adaption der Geschichte als Manga erscheint bereits seit Dezember 2020. Sie erzählt von Schülern der fiktiven Team-Sportart Skate-Leading, in der sie in Eiskunstlauf-Darbietungen gegen Klubs anderer Schulen antreten.

## Handlung
Der Oberschüler Kensei Maeshima (前島絢晴) war im Grundschulalter erfolgreich im Eiskunstlauf, konnte seinen Rivalen Reo Shinozaki (篠崎怜鳳) jedoch nie bezwingen oder dessen Anerkennung erreichen. Er gibt den Sport auf, doch zu Beginn der Oberschule wird er von Hayato Sasugai (流石井隼人) überzeugt, wieder aufs Eis zu gehen und dem Skate-Leading-Team der Schule beizutreten – einer Form des Eiskunstlaufs als Fünfer-Gruppe. Auch Shinozaki ist mittlerweile in diese Disziplin gewechselt, um sich weiterentwickeln zu können. Sasugai schafft es, dass Maeshima und er aufgenommen werden, doch er verfolgt dabei vor allem eigene Ziele. Er will sich selbst bei seinem Halbbruder Shinozaki für dessen Missachtung rächen und scheut dabei keine Mittel. Während die anderen Klubmitglieder den zwar talentierten, aber auch impulsiven Maeshima noch skeptisch gegenüber sind, will Sasugai den Klub als Trainer unterstützen. Wegen einer Verletzung kann er nicht selbst aufs Eis. So greift er dem eher unmotivierten Trainer des Teams, einem Eislaufprofi in Reha, unter die Arme. Maeshima kommt schließlich in die Stammaufstellung und kann sich ins Team einfügen, das seinen Ehrgeiz und mitreißende Art zu schätzen lernt. Doch einer des Klubs wechselt überraschend an eine andere Schule: Izumi Himekawa (姫川泉澄) fühlt sich zu sehr von Maeshimas Stil mitgezogen und will in einem eigenen Team lieber selbst an der Spitze stehen.
Mit Beginn des Turniers der Oberschulmannschaften werden die weiteren Favoriten bekannt. Neben Maeshimas Klub von der Ionodai-Oberschule und Shinozakis Team von der St.-Clavis-Schule, das bereits im letzten Jahr den Sieg holte, gehört auch Himekawas Mannschaft dazu. Außerdem das von den Ishikawa-Zwillingen geführte Team der Kamimaezu und eine Gruppe um den früheren Eiskunstläufer Noa Kuonji. Der wurde von Shinozaki und Maeshima inspiriert, die Disziplin zu wechseln und wil mit seinem Team aus einer Idol-Gruppe mehr Unterhaltung aufs Eis bringen. Er schafft es zwar nicht ins Finale, alle anderen Favoriten aber schon. Dort schaffen sie allesamt neue Bestleistungen und am Ende – zur Überraschung des Publikums und mit vielen waghalsigen Figuren – erlangt Maeshima für die Ionodai den Sieg. Nun steht für viele die Vorbereitung für die nächsten Turniere an und einige ältere Sportler werden in die Nationalmannschaft berufen. Mit Shinozaki kann sich Maeshima endlich versöhnen, nachdem dieser eingesteht, ihn schon früher bewundert zu haben, das aber nie richtig ausdrücken konnte.

## Produktion und Veröffentlichung
Die Serie entstand nach einem Konzept von Noboru Kimura bei Studio J.C.Staff. Kimura schrieb auch das Drehbuch und Regie führten Goro Taniguchi sowie Riki Fukushima. Das Charakterdesign entwarf Yana Toboso, Yoko Ito arbeitete es für die Animationsarbeiten auf. Die künstlerische Leitung lag bei Yasuhiro Okumura. Die Tonarbeiten leitete Jin Aketagawa und für die Kameraführung war Yuki Hirose verantwortlich. Die Eiskunstlauf-Choreografien entwickelte der japanische Eiskunstläufer Hirokazu Kobayashi.
Die zwölf Folgen wurden vom 10. Januar bis 28. März 2021 von Tokyo MX, BS11, MBS und AT-X in Japan ausgestrahlt. International fand parallel eine Veröffentlichung über Streaming-Dienste statt. Darunter bei Wakanim mit deutschen, französischen, englischen und russischen Untertiteln sowie weitere Dienste mit englischen Untertiteln.

### Synchronisation
| Rolle               | japanischer Sprecher (Seiyū) |
| ------------------- | ---------------------------- |
| Kensei Maeshima     | Yūma Uchida                  |
| Hayato Sasugai      | Makoto Furukawa              |
| Reo Shinozaki       | Hiroshi Kamiya               |
| Izumi Himekawa      | Yuichiro Umehara             |
| Noa Kuonji          | Sōma Saitō                   |
| Tomoyuki Kubota     | Gen Sato                     |
| Akimitsu Mochizuki  | Reo Tsuchida                 |
| Yukimitsu Mochizuki | Natsuki Hanae                |
| Sōta Jōnouchi       | Shōya Chiba                  |
| Shōtarō Terauchi    | Satoshi Hino                 |
| Itsuki Kiriyama     | Tomoaki Maeno                |

### Musik
Die Musik der beiden Serien komponierte Ryō Takahashi. Das Vorspannlied ist Chase the core von Takao Sakuma.

## Adaptionen
Eine Adaption der Geschichte als Manga startete bereits vor der Fernsehserie ab Dezember 2020 im Magazin G Fantasy bei Square Enix. Sie wird geschrieben von Chiaki Nagaoka und gezeichnet von Sumika Sumio.
Eine Umsetzung als Bühnenstück wurde für Oktober 2021 angekündigt.